# Porovesi
Le lac du renne (finnois : Porovesi) est un lac finlandais situé dans la région de Kainuu en Finlande.

## Géographie
Le lac Porovesi est situé à Iisalmi.